# Brachypauropus meyeri
Brachypauropus meyeri är en mångfotingart som beskrevs av Ulf Scheller 1991. Brachypauropus meyeri ingår i släktet Brachypauropus och familjen Brachypauropodidae. Inga underarter finns listade i Catalogue of Life.